# Senta Feira de Marnhac
|  | Per a altres significats, vegeu «Sent Afeiran». |

Sent Afeiran la Montanha (en francès Sainte-Feyre-la-Montagne) és una comuna francesa, a la regió de la Nova Aquitània, departament de la Cruesa. La seva població al cens de 1999 era de 122 habitants. Està integrada a la Communauté de communes d'Aubusson-Felletin.

## Demografia
| 1968 | 1975 | 1982 | 1990 | 1999 |
| ---- | ---- | ---- | ---- | ---- |
| 138  | 133  | 144  | 144  | 122  |

## Administració
| Període | Identitat       | Partit |
| ------- | --------------- | ------ |
| 2001-   | Gervais Bialoux |        |